# 三篠橋
三篠橋（みささばし）は、広島県広島市の旧太田川（本川）に架かる道路橋。

## 概要
城北通り筋（広島県道84号東海田広島線）にかかる橋。左岸は桜の名所である。アンダーパスが整備されており歩行者は橋下をくぐることができる。
西にはJRおよび広島電鉄横川線の横川駅があり、横川商店街が広がる。東は広島城の北側にあたり、広島市立基町高等学校などがある。最寄の駅は広島高速交通広島新交通1号線（アストラムライン）城北駅である。
上流にJR山陽新幹線および山陽本線の鉄橋、下流は天満川との分流点がある。

## 歴史
「三篠」の名は、本川の別名「御篠川」に由来する（三篠町#地名の由来を参照）。戦前までこのあたりは"三篠町"と呼ばれ、本川も下流にある天満川分流点まで"三篠川"と呼ばれていた。また、東詰は元々広島城外堀の北西端にあたり堀へ水を導入する樋門が設けられており、江戸時代は防犯上の理由により橋が架けられることはなかった。明治時代に入ると広島城に広島鎮台のちの第5師団司令部が置かれ、1897年（明治30年）横川駅が開業すると、その2つを結ぶ橋が架けられることになった。
初代の架橋は1912年（明治45年）春のことである。木橋時代の絵葉書が残っている。1919年（大正8年）7月および1923年（大正12年）6月洪水により破損した記録がのこり、1925年（大正14年）製版の広島市地図に橋が記載されている。
1932年（昭和7年）、鉄筋コンクリート桁橋として架橋される。当初は鉄製高欄を用いていたが、太平洋戦争にはいると金属類回収令によりすべて軍事供出され、石製高欄に替えられた。
1945年（昭和20年）8月6日原爆被災（爆心地より約1.47km）。笠石をはじめとする高欄は爆風方向に倒れ南側は橋上に北側は川に落下、橋自体も大破したがかろうじて通行することができた。広島城周辺の兵士や看護師が多数渡って逃げたり救護にあたった記録が原爆戦災誌含めた多くの被爆関連資料に残っている。ただ同年9月の枕崎台風に続いた同年10月の阿久根台風による水害により、橋脚がながれてしまう。
戦後もこの橋は補修され使われてきたが、城北通り整備に伴い常盤橋と共に架け替えが行われた。下流橋が1972年に、上流橋は1978年に完成した。
2013年（平成25年）、コンクリート片が落下しているのが発見されたことから、老朽化が懸念されている。

## ギャラリー

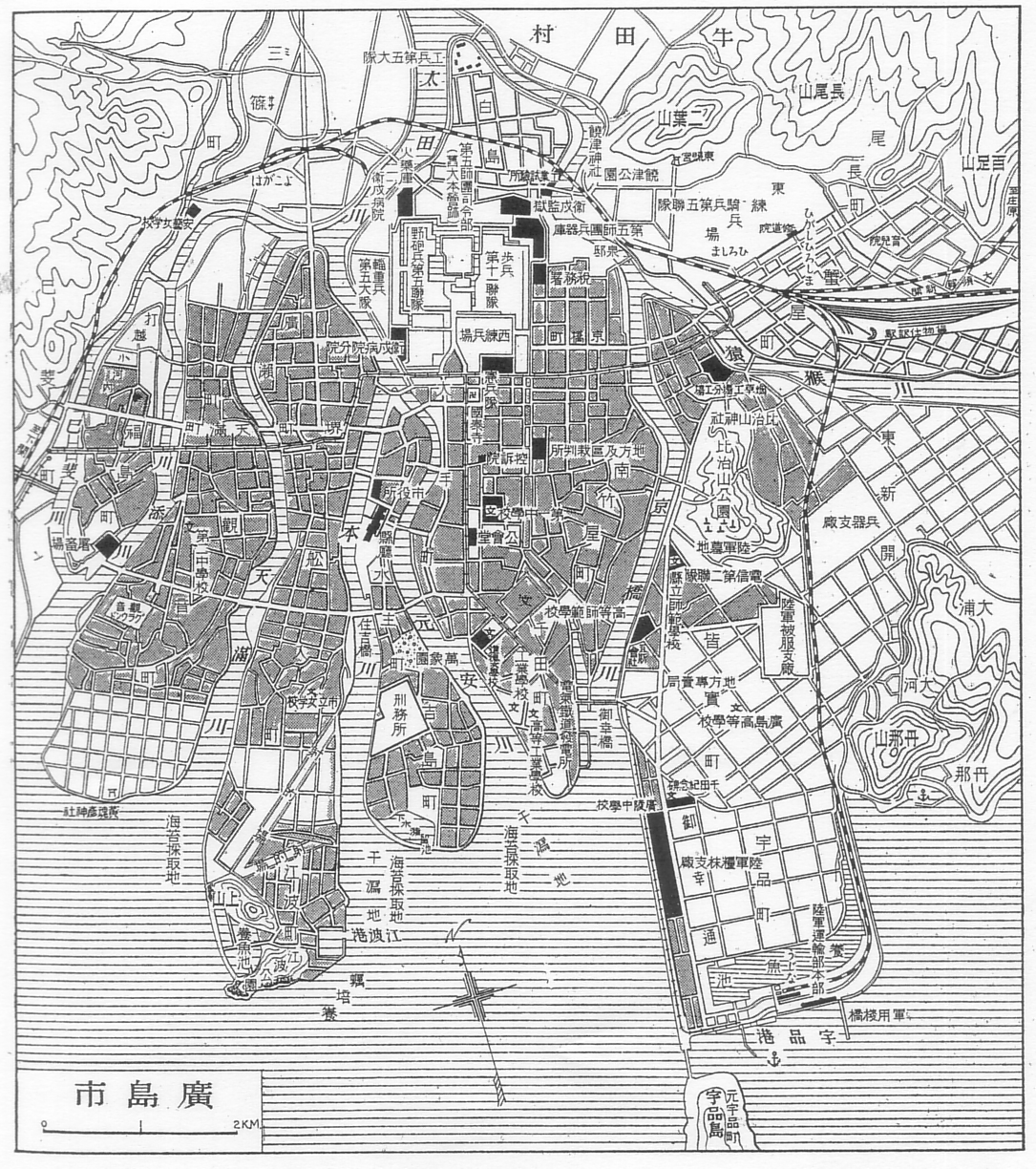
1930年ごろの広島市。太田川上流の鉄道橋からへ1つ下流側の橋（「火薬庫」と書かれている）が三篠橋。
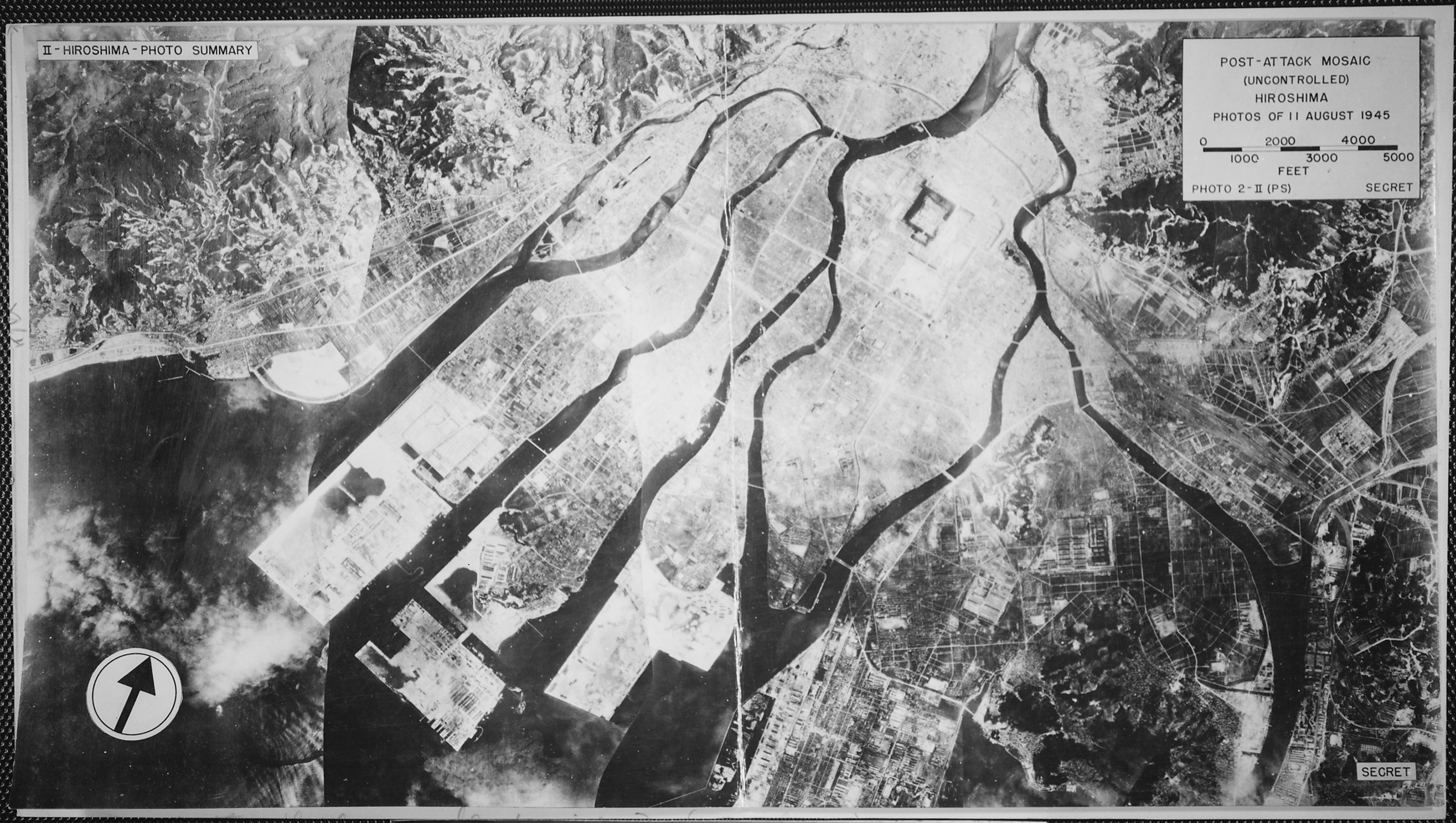
1945年被爆後の広島市。左地図の位置関係を参照。落橋していないとわかる。
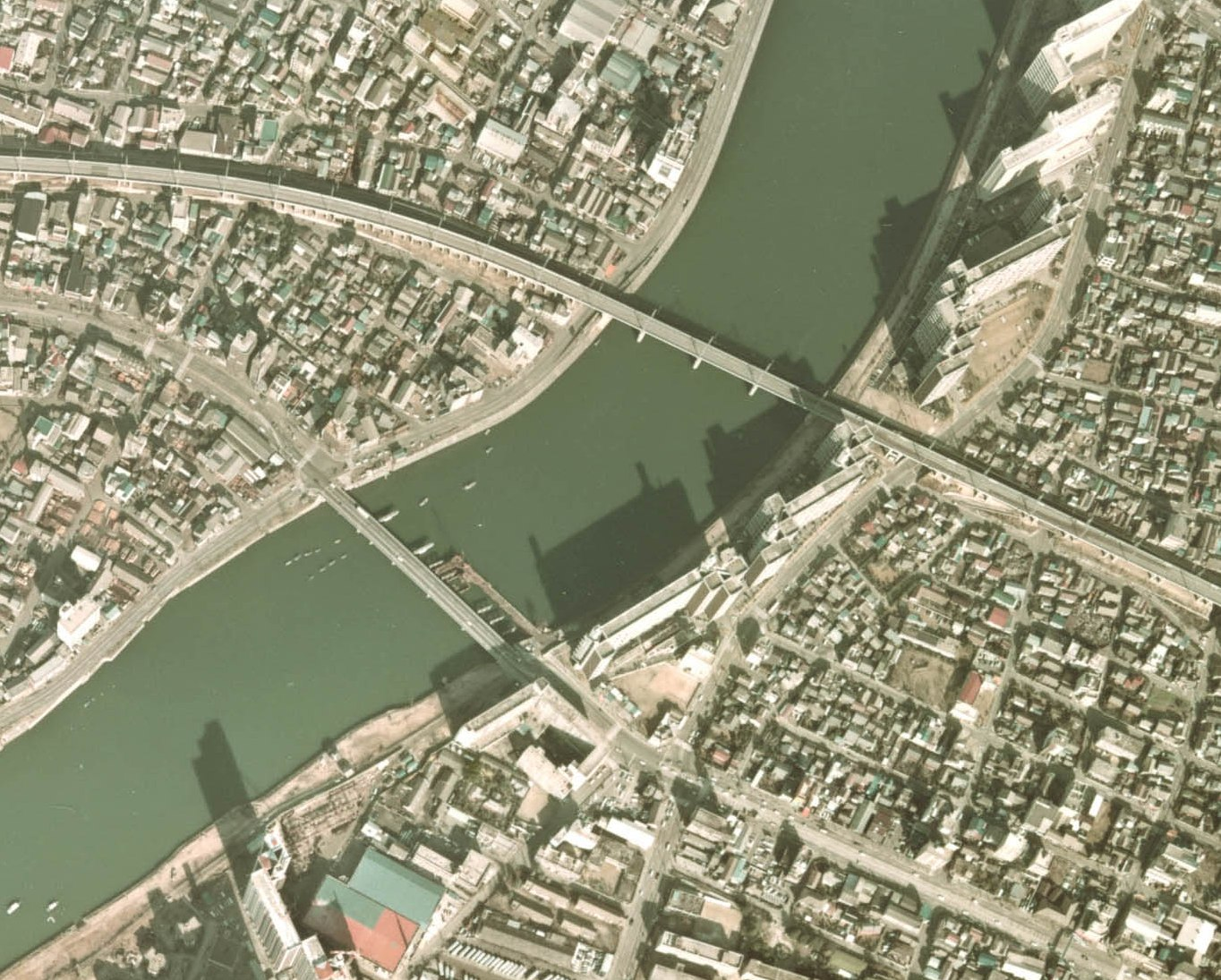
1974年[1]。架け替え工事中。

## 参考資料
- 四国五郎『広島百橋』春陽社出版、1975年。
- 広島市『広島原爆戦災誌』（PDF）（改良版）、2005年（原著1971年）。オリジナルの2013年12月3日時点におけるアーカイブ。2014年3月11日閲覧。
- 松尾雅嗣、谷整二「広島原爆投下時の一時避難場所としての川と橋」（PDF）『広島平和科学』第29巻、広島大学、2007年、1頁-25頁、2014年3月11日閲覧。
- 戦前土木絵葉書ライブラリ - 土木学会図書館
- 三篠橋 - 平和データベース
- 三篠橋
- 横川の歴史 - 横川商店街